# Exchangeable image file format
Exchangeable image file format (spesso abbreviato ufficiosamente EXIF) è una specifica per il formato di file immagine utilizzato dalle fotocamere digitali. La specifica utilizza i formati esistenti JPEG, TIFF Rev. 6.0, e RIFF, PNG 1.2 con l'aggiunta di specifiche etichette (tag) di metadati. Non è supportato in JPEG 2000 e GIF.
Exif è stato creato dalla Japan Electronic Industries Development Association (JEIDA). La versione 2.1 delle specifiche è datata 12 giugno 1998, e la versione 2.2 è dell'aprile 2002 ed è anche conosciuta come Exif Print. Exif ad oggi non è supportata da aziende od organizzazioni che seguono gli standard, tuttavia è il formato utilizzato da tutti i produttori di fotocamere.
La struttura dei tag Exif è ripresa da quella dei file TIFF. C'è una ampia sovrapposizione fra i tags definiti negli standard TIFF, Exif, TIFF/EP e DCF.
I tag di metadati definiti nello standard Exif coprono un vasto spettro includendo:
- Informazioni di date ed ora. Le fotocamere digitali registrano la date e l'orario corrente in questi metadati.
- Impostazioni della fotocamera. Queste includono informazioni statiche come il modello ed il produttore della fotocamera, ed informazioni varie per ciascuna immagine come l'orientamento, l'apertura, la velocità dello scatto, la lunghezza focale, il bilanciamento del bianco, e le informazioni di velocità ISO impostate.
- Una miniatura per visualizzare un'anteprima sul display LCD della fotocamera, nei file manager, oppure nei software di fotoritocco.
- Descrizioni ed informazioni di copyright.

## Informazioni geografiche

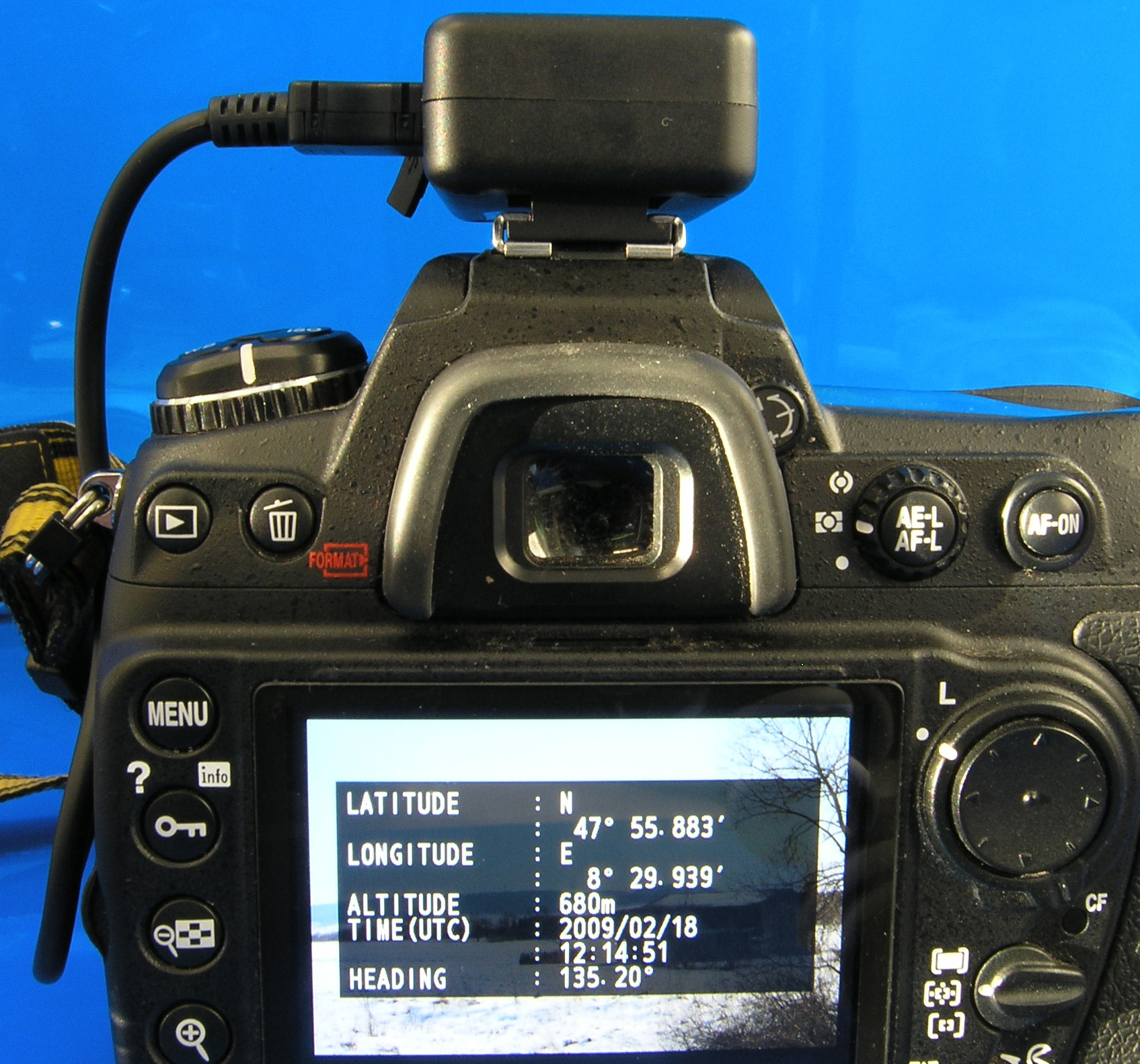
Nikon D300 e ricevitore GPS "Solmeta Geotagger N2 Kompass"

Nei metadati possono essere incluse informazioni relative alla locazione degli scatti, che potrebbero provenire da un ricevitore GPS connesso alla fotocamera; il formato standard per il salvataggio di queste informazioni spaziali è il GPX.
Questa informazione si può aggiungere lanciando i dati di log del ricevitore GPS, combinandoli successivamente utilizzando ad esempio programmi come Geotag (software open source indipendente dalla piattaforma) o GPSPhotoLinker (software proprietario per macOS).

## Supporto software
I dati Exif sono inseriti nel file d'immagine stesso. I programmi di fotoritocco più recenti, a differenza di quelli più vecchi, sono in grado di interpretare i dati Exif e di mantenerli al momento del salvataggio dell'immagine modificata.
Diversi programmi di photogallery riconoscono i dati Exif e possono mostrarli accanto all'immagine.

## Problemi
Oltre a non essere uno standard manutenuto, il formato Exif ha un certo numero di svantaggi, principalmente concernenti all'utilizzo della struttura legacy di partenza, che includono:
- La derivazione del formato Exif dalla struttura dei TIFF usando offset di puntatori nei file significa che i dati possono essere sparsi ovunque all'interno del file, il che significa che i software possono corrompere ogni puntatore o i corrispondenti dati che esso non sarà decodificato/codificato. Questo è il motivo per cui molti editor di immagini danneggiano o eliminano i dati Exif (particolarmente i MakerNote) dopo il salvataggio del file.
- Lo standard definisce un tag MakerNote, che permette al produttore della fotocamera di scrivere metadati in qualsiasi formato personalizzato internamente al file. È utilizzato in maniera sempre più frequente dalle aziende produttrici di macchine fotografiche digitali per memorizzare una miriade di impostazioni non elencate nello standard Exif, come le modalità di scatto, le impostazioni post-processo, il numero seriale, le modalità di focus, ecc. Dal momento che il formato di questo tag è proprietario e specifico per il produttore, può essere molto difficile recuperare queste informazioni da un'immagine (o opportunamente preservarle durante la riscrittura dell'immagine). Alcuni produttori criptano porzioni delle informazioni; per esempio, Nikon cripta i dati di dettaglio delle lenti nelle nuove versioni dei propri dati MakerNote.
- Lo standard permette solo i file TIFF oppure JPEG — non ci sono misure per un tipo di file "raw" che possa essere direttamente inviato come dump da un sensore. Questo ha spinto i produttori ad inventare molti formati di file "raw" proprietari ed incompatibili. Per risolvere questo problema, Adobe ha sviluppato il formato DNG (un formato raw TIFF-based), nella speranza che i produttori vogliano standardizzarsi su di un singolo formato di file raw
- Lo standard Exif dichiara specificamente che la profondità del colore è sempre di 24 bit.[5] Molte macchine fotografiche moderne possono catturare molti più dati di questi (per esempio la Nikon D70 permette 36 bit di colore per il pixel). Poiché i file Exif/DCF non possono rappresentare questa intensità di colore, molti fornitori hanno sviluppato un formato RAW proprietario ed incompatibile.
- Exif è molto spesso usato nelle immagini generate da scanner, ciononostante lo standard non prevede alcuna informazione specifica per gli scanner
- Il software di manipolazione fotografica a volte non riesce ad aggiornare la miniatura inclusa dopo un'operazione di modifica, con la possibilità che si induca un utente a pubblicare involontariamente le informazioni non corrette.
- I metadati Exif sono vincolati ad una dimensioni di 64 Kb nei JPEG poiché secondo la specifica queste informazioni devono essere contenute all'interno di singolo segmento JPEG APP1. Anche se le estensioni FlashPix permettono che le informazioni usino multipli segmenti APP2 JPEG, queste non sono molto comuni. Ciò ha spinto alcuni fornitori di macchine fotografiche a sviluppare tecniche non standard per immagazzinare le grandi anteprime di immagini usate da alcune macchine digitali per la presentazione su LCD. Queste estensioni non standard normalmente sono perse se un utente risalva l'immagine usando un editor di immagini, con la possibilità che l'immagine sia incompatibile con la macchina fotografica originale che l'ha generata.

## Alternative
Extensible Metadata Platform (XMP) è stato creato da Adobe come miglior formato di metadati per fotografia ed image processing. Ciò nonostante, è scarsamente supportato dalle fotocamere.

## Visualizzare dati Exif

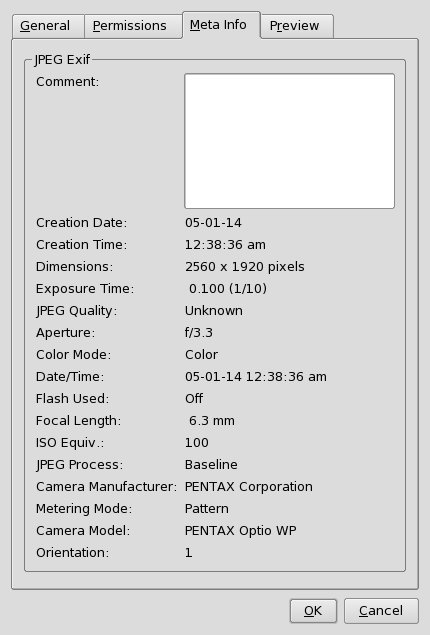
Presentazione di dati Exif in Konqueror

In Windows 2000 e successivi i sistemi operativi Microsoft, può essere visualizzato un sottoinsieme delle informazioni Exif facendo un click con il tasto destro del mouse sul file d'immagine e selezionando la voce "Proprietà"; dalla finestra di dialogo cliccare il tab "Riepilogo". Le modifiche eventualmente applicate da questa finestra, però, possono danneggiare alcune intestazioni Exif.
Su macOS 10.4 e successivi, queste informazioni possono essere visualizzate nel Finder facendo "Get Info" sul file ed espandendo la sezione "Ulteriori Informazioni".
Su iOS e iPadOS, queste informazioni possono essere visualizzate nell’app Foto facendo un tap sul bottone di informazione (i) situato in fondo alla schermata.
Sui sistemi Unix e Unix-like che utilizzano il desktop environment GNOME, un sottoinsieme dei dati Exif può essere visualizzato cliccando con il tasto destro sul file nel file manager Nautilus e selezionando "Proprietà". In KDE, cliccando con il tasto destro, selezionando "Proprietà" e quindi "Meta info". Molti visualizzatori di immagini Unix danno l'intero insieme di dati Exif.
Sono disponibili molti strumenti software che permettono di visualizzare e/o di modificare i dati Exif, come Exif Harvester, ImageMagick, Opanda IExif Viewer, FxIF per Firefox, ExifTool.

## Esempio
La seguente tabella visualizza i dati Exif per una foto effettuata con una tipica fotocamera digitale. Notare che le informazioni di authorship e copyright non sono generalmente fornite dalle fotocamere, così possono essere inserite successivamente.
| Tag                       | Valore                 |
| ------------------------- | ---------------------- |
| Manufacturer              | CASIO                  |
| Model                     | QV-4000                |
| Orientation               | top - left             |
| Software                  | Ver1.01                |
| Date and Time             | 2003:08:11 16:45:32    |
| YCbCr Positioning         | centered               |
| Compression               | JPEG compression       |
| x-Resolution              | 72.00                  |
| y-Resolution              | 72.00                  |
| Resolution Unit           | Inch                   |
| Exposure Time             | 1/659 sec.             |
| FNumber                   | f/4.0                  |
| ExposureProgram           | Normal program         |
| Exif Version              | Exif Version 2.1       |
| Date and Time (original)  | 2003:08:11 16:45:32    |
| Date and Time (digitized) | 2003:08:11 16:45:32    |
| ComponentsConfiguration   | Y Cb Cr -              |
| Compressed Bits per Pixel | 4.01                   |
| Exposure Bias             | 0.0                    |
| MaxApertureValue          | 2.00                   |
| Metering Mode             | Pattern                |
| Flash                     | Flash did not fire.    |
| Focal Length              | 20.1 mm                |
| MakerNote                 | 432 bytes unknown data |
| FlashPixVersion           | FlashPix Version 1.0   |
| Color Space               | sRGB                   |
| PixelXDimension           | 2240                   |
| PixelYDimension           | 1680                   |
| File Source               | DSC                    |
| InteroperabilityIndex     | R98                    |
| InteroperabilityVersion   | (null)                 |

## Estensioni FlashPix
La specifica Exif include anche una descrizione FPXR (FlashPix-Ready) informazione che può essere registrata nell'APP2 di un'immagine JPEG utilizzando una struttura simile a quella di un file FlashPix. Queste estensioni FlashPix permettono di preservare informazioni durante le conversioni tra immagini FPXR JPEG e FlashPix. La FPXR può essere trovata nelle immagini di alcuni modelli di fotocamere digitali di Kodak ed Hewlett-Packard. Di seguito un esempio delle informazioni FPXR riprese da un'immagine JPEG scattata dalla fotocamera Kodak EasyShare V570:
| Tag                     | Valore                                                       |
| ----------------------- | ------------------------------------------------------------ |
| Code Page               | 1200                                                         |
| Used Extension Numbers  | 1                                                            |
| Extension Name          | Screen nail                                                  |
| Extension Class ID      | 10000230-6FC0-11D0-BD01-00609719A180                         |
| Extension Persistence   | Invalidated By Modification                                  |
| Extension Create Date   | 2003:03:29 17:47:50                                          |
| Extension Modify Date   | 2003:03:29 17:47:50                                          |
| Creating Application    | Picoss                                                       |
| Extension Description   | Presized image for LCD display                               |
| Storage-Stream Pathname | /.Screen Nail_bd0100609719a180                               |
| Screen Nail             | (124498 bytes of data containing 640x480 JPEG preview image) |

## Exif di file Audio
La specifica Exif descrive il formato di file RIFF utilizzato per i file audio WAV, e definisce i tag per registrare informazioni come l'artista, il copyright, la data di creazione, ed altro. La tabella seguente riporta un esempio di informazioni Exif di un file WAV scritto dalla fotocamera PENTAX Optio WP:
| Tag                | Valore               |
| ------------------ | -------------------- |
| Encoding           | Microsoft PCM        |
| Num Channels       | 1                    |
| Sample Rate        | 7872                 |
| Avg Bytes Per Sec  | 7872                 |
| Bits Per Sample    | 8                    |
| Date Created       | 2005:08:08           |
| Exif Version       | 0220                 |
| Related Image File | IMGP1149.JPG         |
| Time Created       | 16:23:35             |
| Make               | PENTAX Corporation   |
| Model              | PENTAX Optio WP      |
| MakerNote          | (2064 bytes of data) |

## Attendibilità dei dati Exif

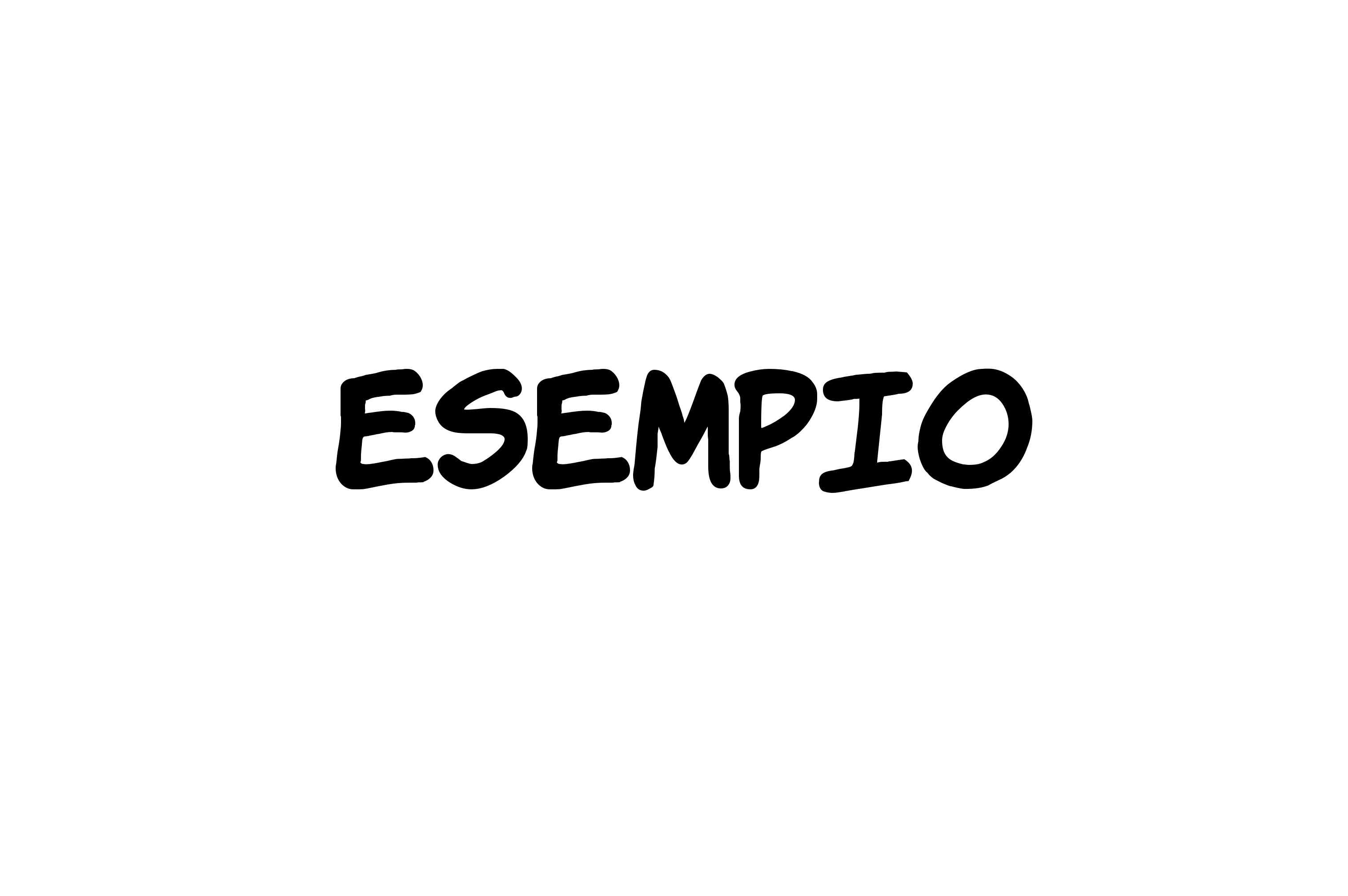
Esempio di immagine con dati Exif alterati

I dati Exif possono essere manipolati molto facilmente e quindi, a meno di non essere gli autori di una fotografia, non si può avere la certezza che essi corrispondano effettivamente all'immagine visualizzata. L'immagine di esempio riportata a lato risulterebbe prodotta con una macchina fotografica digitale, secondo i suoi dati exif (visibili cliccando sull'immagine), ma in realtà è stata alterata successivamente.